# Subfusil Lusa
El Lusa es un subfusil compacto, de calibre 9 mm, desarrollado por Industrias Nacionales de Defensa de Portugal (INDEP) en 1983. Su nombre se deriva de Lusitania, el nombre latino dado por los romanos a la región ibérica que abarca el centro y el sur del actual Portugal, así como parte de España. A pesar de que fue originalmente destinado para uso militar, era adecuado para agencias policiales y terminó siendo publicitado para guardaespaldas, protección de personas importantes y unidades de Fuerzas Especiales.

## Desarrollo
Las INDEP fue una compañía de industria militar propiedad del gobierno portugués. A inicios de la década de 1980, INDEP fabricaba en Portugal el fusil HK G3 y la ametralladora HK 21 bajo licencia de la Heckler & Koch. Esto permitió la importación de maquinaria alemana para fabricación de armas y de conocimientos técnicos, que estimularon el desarrollo de nuevos diseños de armas de fuego en Portugal.
El Lusa combina algunos conceptos del HK MP5 y del Uzi, sin ser muy parecido a cualquiera de los dos. El conjunto del gatillo es casi idéntico al del HK MP5, sin embargo, las otras piezas internas son muy simplificadas. El cerrojo y su portacerrojo están soldados en una sola pieza y es accionado por retroceso, al contrario del sistema de retroceso retardado por rodillos del HK MP5. El Lusa dispara a cerrojo cerrado en modo semiautomático y automático. Sin embargo, el cañón del Lusa puede cambiarse rápidamente sin necesidad de herramientas, como el del Uzi. El Lusa tiene una palanca de carga ambidiestra no reciprocante, que no tiene forma de dejar el cerrojo en posición abierta y éste tampoco queda abierto cuando se vacía el cargador. El alza es una sencilla abertura circular con un tornillo de ajuste. El cajón de mecanismos está hecho de chapa de acero estampada y soldada.
El arma nunca tuvo una amplia producción y el proyecto fue detenido en 1992, cuando alcanzó un costo de 2,5 millones de dólares. El HK MP5 pronto reemplazo el planeado empleo del Lusa por las fuerzas policiales portuguesas. En 2004, las INDEP vendieron todas las matrices, maquinarias, planos y derechos de fabricación a Stan Andrewski, protietario de Stan's Gunsmithing en Nueva Hampshire, Jerry Prasser, propietario de Recon Ordnance en Wisconsin y Ralph Dimicco, copropietario de Riley's Gun Shop. La nueva compañía se llamó LUSA USA.
El LUSA fue aprobado por la Agencia de Alcohol, Tabaco, Armas de Fuego y Explosivos para venderse como una pistola semiautomática en el mercado civil estadounidense. Un modelo con selector de disparo estaba disponible para las agencias policiales y gubernamentales, tanto estadounidenses como extranjeras. Los vendedores de armas con licencia Clase III podían obtnener un subfusil con la requerida carta de demostración para agencias policiales.
En 2006, LUSA USA planeó ofrecer juegos de conversión para los cartuchos .22 Long Rifle, .40 S&W y .45 GAP, pero la distribución de estos jamás se materializó. Están disponibles de forma limitada culatas plegables Choate, rieles para miras y silenciadores. La mayoría de los modelos eran suministrados con una culata fija o plegable.

## Cargadores
Una desventaja del Lusa es que utiliza un cargador específico que no está ampliamente disponible y es algo costoso. Los cargadores tienen una capacidad de 30 balas, pero la mayor parte de los textos de la compañía indican que su capacidad es de 28 balas. Esto probablemente se deba a que es difícil cargar 30 balas e insertar el cargador contra el cerrojo cerrado, ya que el Lusa no tiene forma de mantenerlo abierto. La presión adicional del resorte hace que sea más difícil insertar completamente el cargador en su brocal. La recomendación de usar 28 balas es para asegurar una inserción fiable del cargador. Los cargadores son de doble hilera y doble alimentación, tomando balas alternativamente de cada hilera.

## Cese de producción
En 2011, LUSA USA cesó la producción de pistolas y carabinas Lusa citando los costos de producción. La Recon Ordnance produce hoy en día piezas para la pistola y la carabina NiteScout de 9 mm, un modelo que es producido en Waterbury, Connectticut, por NiteScout LLC. La NiteScout tiene un significativo parecido con la Lusa, pero con algunos cambios. Principalmente, emplea los usuales cargadores de 32 balas del Uzi, un conjunto de gatillo compuesto como los subfusiles HK de la Armada, un punto de mira similar al del AR-15 y un alza de tambor como la del HK G3. Además, descarta la palanca de carga simétrica del primigenio Lusa, por una palanca de carga en el lado izquierdo del cajón de mecanismos que mantience el cerrojo abierto y puede "golpearse" hacia adelante para soltarlo, de forma similar a la del HK MP5 y del HK91.

## Variantes
Lusa A1: versión original desarrollada en 1983, con el cañón envuelto por una camisa de enfriamiento.
Lusa A2: perfeccionamiento de la A1, con un cerrojo más resistente y opción por un cañón desmontable que incorpora un silenciador.
Lusa A2S: perfeccionamiento de la A2, con un cerrojo más resistente (reforzado por estampado) y opción por un cañón desmontable, tiene un conjunto de gatillo, que sólo permite disparar en modo semiautomático; esta versión era destinada al mercado civil.
Estaban disponibles varias configuraciones de la versión civil semiautomática.
- Lusa 94 - carabina con cañón de 406,4 mm, con silenciador simulado (camisa de cañón), culata plegable y cargador de 30 balas.
- Lusa 94 AWM - carabina con cañón de 406,4 mm, con silenciador simulado (camisa de cañón) y culata fija. Disponible con cargador de 30 o 10 balas.
- Lusa SP89 - pistola con cañón de 152,4 mm, sin camisa de cañón ni culata. Cargador de 30 balas.
- Lusa A3 SBR - fusil de cañón corto, de 152,4 mm sin camisa de cañón y culata plegable. Cargador de 30 balas.